# Berkel-Schinkenschneidemaschine

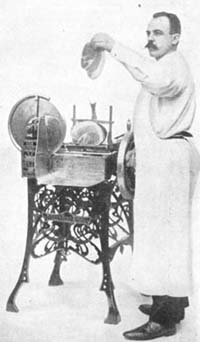
W. A. van Berkel

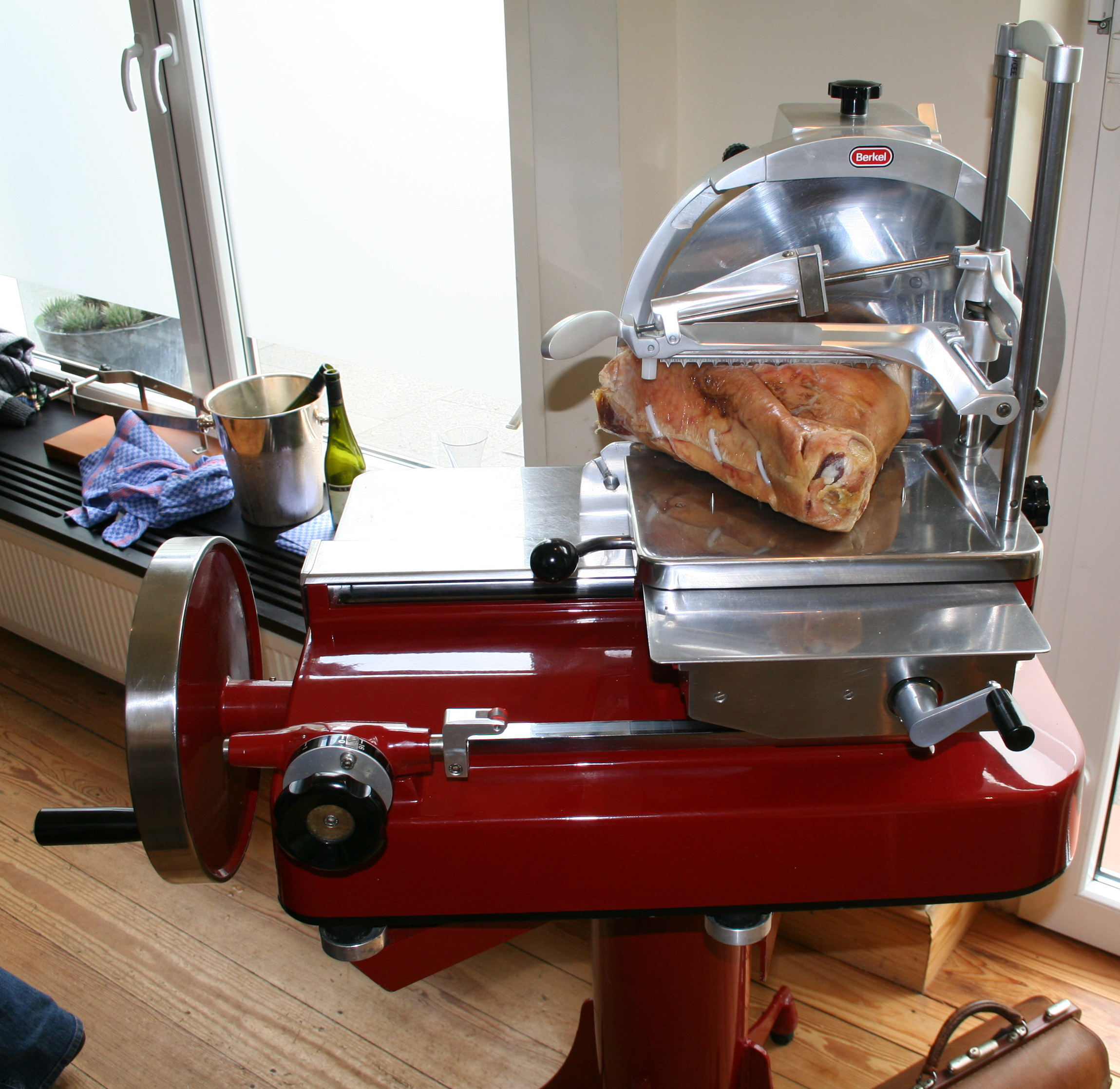
Berkel-Schinkenschneidemaschine

Berkel-Schinkenschneidemaschinen werden seit dem Ende des 19. Jahrhunderts hergestellt und waren die weltweit ersten Aufschnittschneidemaschinen.

## Patent
Der Rotterdamer Fleischermeister Wilhelmus Adrianus van Berkel erfand in den 1890er Jahren eine Maschine mit Handautomatik, um Schinken, Wurst und Fleisch präziser und schneller als zuvor schneiden zu können. Das Berkel-Patent bestand darin, dass ein Handrad einen beweglichen Tischschlitten in Bewegung setzte, der einer scharfen, gewölbten, sich drehenden Klinge entgegenglitt.
Am 4. Januar 1899 erhielt van Berkel in Österreich-Ungarn ein Patent auf „Maschinen zum Schneiden von Wurst- und dergleichen Fleischwaaren“.

## Geschichte
Am 12. Oktober 1898 gründete Berkel in Rotterdam die weltweit erste Fabrik für Aufschnittmaschinen. 1899 verkaufte und versandte er bereits 84 Aufschnittmaschinen.
Bei Kunden kam es anfangs offensichtlich teilweise zu Vorurteilen aufgrund der durch die „von der Firma Van Berkel in Rotterdam“ stammenden Maschinen „bedungene neue Art der Verabreichung von Schinken“. Ein Feinkosthändler in St. Pölten sah sich deshalb zu einer Aufklärung durch eine Zeitungsanzeige veranlasst: Der bisher von Hand mit dem Messer oder einem Schinkenspanner nur in Richtung der Fleischfasern schneidbare Schinken musste aus diesem Grund „volle 3 Stunden gekocht oder gebacken werden […]. Meine nun aufgestellte Maschine und eine neue Art der Schinken-Vorbereitung ermöglichen es, dass ich meine[n] P. T. Kunden einen ebenso gut gekochten Schinken in der Quere nach geschnittenen Scheiben mit dem vollen Saft und voller Kraft, die ein Schinken haben soll, verabreichen kann. […] Für jene Kunden, die den bisherigen stark gekochten Schinken der Faser nach geschnitten wünschen, halte auch diesen stets bereit.“
Berkels Schneidemaschine wurde schnell weiterentwickelt. Spätere Modelle wurden mit Schleifköpfen ausgestattet, so dass die Klingen scharf blieben. Die Modelle L und R oder R 1 aus den ersten Jahren des 20. Jahrhunderts sind seltene Sammlermodelle geworden.
1907 und 1908 expandierte van Berkel ins Ausland und war sehr erfolgreich. 1908 lieferte er bereits 2734 Aufschnittmaschinen aus, von denen ungefähr die Hälfte nach England und in die britischen Kolonien ging. Es gab Berkel-Maschinen in Russland, Indien, China, Ägypten und Südamerika.
Am 9. März 1928 wurde in Wien die van Berkel & Co. österr. Maschinen-Fabrik Gesellschaft m. b. H. gegründet, zu deren Betriebsgegenstand auch Produktion und Verkauf „insbesondere für Österreich und den Balkan“ gehörte.
Der Bedarf an mechanisch betriebenen Maschinen wuchs stetig, so dass bereits in den folgenden Jahrzehnten eine weltweite Expansion stattfand. Neben dem Stammsitz und der Hauptproduktionsstätte in Rotterdam wurden Tochterunternehmen in den Metropolen der europäischen Länder gegründet. In Nordamerika wurde zunächst in Chicago in Kooperation mit der American Slicing Company, anschließend eigenständig in LaPorte (Indiana) gefertigt. In Kanada war Toronto Hauptsitz und in Südamerika Buenos Aires das Zentrum der Fertigung. Dank Applikation entsprechender Plaketten können den einzelnen Maschinen die Herstellungsorte zugeordnet werden.
Heute ist Van Berkel International ein in vielen Ländern vertretenes Unternehmen mit über 160 Angestellten und einem Umsatz von mehr als 20 Millionen Dollar.

## US-amerikanische Produktion
1909 wurde in den Vereinigten Staaten eine weitere Manufaktur bei Chicago gegründet, die bald vergrößert und 1915 nach La Porte, Indiana, verlagert wurde. Dort wurde von 1915 bis 1928 unter anderem die wohl kleinste Berkel-Maschine gebaut, das Berkel-Modell Indiana oder Modell B, welches trotz der kompakten Abmessungen von 47 × 45 × 68 cm (B × L × H) eine Schnittbreite von 20 cm vorweisen kann.
2001 wurde die Produktionsstätte ein weiteres Mal verlagert, diesmal nach South Bend, Indiana.

## Modelle
Am Anfang stand das Modell A von 1898. Dieses wurde kontinuierlich weiter verbessert und an die Wünsche der Fleischereien angepasst. Mit am bekanntesten sind das Modell L und sein Schwestermodell K, das sich von diesem nur durch den größeren Schnitt unterscheidet. Bei diesen Maschinen bewegte sich der Schlitten auf vier Rädern; bei Modell 1 und R 1 wird der Schlitten durch einen Arm bewegt. Das Modell 3 ist das letzte mit durchbrochenem Rad; anschließend wurden zur leichteren Reinigung nur noch geschlossene Schwungräder verbaut.
Liste der Bauzeit der europäischen Modelle:
- Modelle A–D 1898–1906
- Modelle L/K/M 1906–1916
- Modell 1 1907–1918
- Modell 3 1918–1922 (das letzte mit durchbrochenem Rad − „Flower Wheel“)
- Modell 5 1922–1926
- Modell 7 1925–1928
- Modell 8 1928–1948 (auch in Varianten als Modell 8-21 oder 21 bekannt)
- Modell NL Anfang 1930er Jahre (Vorgänger des Modell 9)
- Modell 9/11 1936–1969 (einziger Unterschied zwischen 9 und 11 ist der geschwungene Körper der Maschine)
- Modell 10 Nachfolger des Modell 8-21
- Modell 12 1950er und 1960er Jahre Nachfolger des Modell 10 (Mischung aus Modell 5, 21 und 8, technisch gab es keine Verbesserung)
- Modell 115 1960er–1980er Jahre (Modell 115 (manuell), 115 E (elektrisch) und 115 EP (elektrisch mit Scheibenstapelanlage))
- Modell 114 330 mm Messer (aktuelles Modell)
- Modell 116 370 mm Messer (aktuelles Modell)

In den Anfangsjahren waren bei den Modellwechseln größere Entwicklungsschritte möglich. Bei jedem Modell wurden Verbesserungen hinzugefügt, die das Reinigen und die Bedienung vereinfachen sollten.
Das Modell 21 und das kleinere Modell 9 wurden technisch und mechanisch verbessert; sie gehören zu den am besten funktionierenden Maschinen. Das Schnittgut lässt sich stufenlos fixieren, und durch die vorne offene Halterung war das Beladen mit einem großen Schinken einfacher. Der Schärfmechanismus wurde verkleinert.
Liste der Bauzeit der US Berkel Modelle (U.S. Slicing Machine Company):
- No 1 1908–1914 fast baugleich mit dem europäischen Modell 1
- Modell 50 1915–?
- Modell 70 1914–1916
- Modell B80 1916–1919
- Modell B 1916–1928 In verschiedenen Versionen gebaute kleinste Maschine von Berkel, die Spitznamen waren Indiana oder Baby
- Modell B100 1919–1927
- Modell B100ST 1919–1927 Das Modell B100 hatte eine Scheibenstapelanlage
- Modell B110 1927–1930 Nachfolger des Model B100 mit nur kleineren Änderungen
- Modell 7 1927–1931 Etwas kleinere Maschine, Nachfolger des Modell B
- Modelle C/D/E/F Ab 1931. Das Modell E mit Scheibenstapelanlage war baugleich mit dem englischen Modell 20
- Modell 125ST Mitte 1930er Jahr. Elektrische Maschine mit Schwungrad, Nachfolger des Modell B100 ST
- Modell 150
- Modell 170
- Modell 180 Heutige industriell genutzte Maschine mit Scheibenstapelanlage und Förderband

Liste der in England gebauten Modelle (Berkel & Parnalls London):
- Modell M 1906–1916 Größte in England gebaute Maschine
- Modell K 1906–1916 Etwas kleiner als M, aber größer als L
- Modelle 20/21/22/23 Je höher die Zahl desto größer die Maschine
- Modelle 31/32/33 Nachfolger der Modelle 20–23